# Lepithrix sarrisamensis
Lepithrix sarrisamensis är en skalbaggsart som beskrevs av Dombrow 2005. Lepithrix sarrisamensis ingår i släktet Lepithrix och familjen Melolonthidae. Inga underarter finns listade i Catalogue of Life.